# عبد الرحيم الغزي
عبد الرحيم بن رشيد بن محمود الغَزّي الحَمَوي (1893 - 26 سبتمبر 1946) كاتب مسرحي وشاعر سوري. ولد في حماه وتعلّم في دمشق، وأتقن التركيّة والفارسيّة، وقام بإدارة مدرسة وملجأ. اشتهر بجودة الإلقاء، وأخرج عدة روايات تمثيلية، وشكّل فرقة موسيقية، وأخرى كشفية. وقد امتاز بأنه كان يؤلف الرواية ليمثلها أو ليخرجها. اعتقل في حوادث الثورة السورية، عام 1925. توفي في طريقه من حماه إلى دمشق على أثر حادث سيارة وكانت معه زوجته وابنته. 

## سيرته
ولد عبد الرحيم بن رشيد بن محمود بن محمد بن إبراهيم الغزي في مدينة حماة سنة 1898م/ 1315 هـ من أسرة متوسطة الحال، وكان والده حداداً.

### تعليمه وتدريسه
تعلم عبد الرحيم في الكتاب أهلي لقرآن وجوَّده والقراءة والكتابة، ثم رغب والده في مشاركته بصناعته، إلا أن حادثاً مصادفاً غيَّر مجرى حياته، إذ بينما كان يخطب في إحدى الحفلات في بيت عمر البارودي أُعجب به من كان حاضراً، وحثه صاحب الحفلة على إرساله إلى المدرسة الإعدادية حيث بقي فيها ست سنوات ونال شهادتها، ورغب الالتحاق في المدرسة العسكرية واجتاز الفحص، لكن مرض عينيه بالتراخوما حال دون قبوله، ثم دخل المدرسة السلطانية بدمشق، إلا أن مرضاً شديداً منعه من إتمام دراسته فيها، فعاد إلى حماة واشتغل بالتجارة، وعندما أعلنت الحرب العالمية الأولى ، دعي لإشغال منصب مدير مدرسة ابتدائية، ثم ألغيت وأحدثت الحكومة فرعاً لإعدادية حماة التي سميت فيما بعد (بالتطبيقات)، فدعي لإدارتها، فشكل فيها ثلاث دورات (الأولى، المتوسطة، العالية)، وكل دورة كانت ذات صفين.

وبعد شهرين من بدء التدريس في هذه المدرسة، ورد الأمر بسوقه في سنة 1915 إلى صف ضباط الاحتياط، فسافر إلى إسطنبول ودخل مدرسة الضباط، وخرج منها برتبة ملازم ثان، ثم عاد إلى حماة، وبدأ يطرق أبواب الوظائف. 

### في ملجأ الأيتام
عُيِّن معلمًا في مدرسة ملجأ الأيتام بعد تأسيسها في حماة عام 1920، ثم أصبح مديرًا وظل في هذا المنصب حتى وفاته. قام بإجراء عدد من المشاريع الخيرية الكبيرة مع أعضاء لجنة، وكان خلال سنوات 1920 ـ 1952 يخرج الروايات التمثيلية لينتفع بريعها ملجأ الأيتام لتأمين نفقاته. كما شكّل في الملجأ فرقة كشفية، وكان يتقدم للخطابة والمحاضرات، كما كان عضواً في النادي الأدبي. 

ولما نشبت الثورة السورية الكبرى في 1925 وفشلت في حماة، قبض عليه وزج في السجن، حيث تعرض مع إخوانه أشد أنواع التعذيب والتنكيل، وبعد شهرين أطلق سراحه وعاد إلى عمله.

ثم عهد إليه بتدريس الرياضة البدنية في تجهيز حماة، فبقي فيها بضع سنين، وتولى دائرة المحاسبة في التجهيز، فكان يشغل الوظيفتين، وتنازل عن راتبه وتبرع به لصندوق الملجأ، ثم نسق سنة 1933 من الخدمة وعاد إلى العمل في دار الأيتام وحدها. وفي عام 1922 أسس فرقة أبي الفداء الكشفية، وأخرى باسم سيد العرب. 

### في الأدب
كان له في بيته مكتبة قيمة، وكان ولوعاً بالمطالعة وملمًّا بأكثر العلوم والآداب، وكان يعرف اللغة التركية والفارسية، وملماً باللغة الفرنسية. ساهم في الأدب منذ نشأته، فقد كان يخطب ويحاضر في كثير من المجتمعات، وألّف عدة روايات تمثيلية. وقد امتاز بأنه كان يؤلف الرواية ليمثلها أو ليخرجها، كما أنه أخرج كثيراً من الروايات، أشهرها عدا الروايات التي ألفها روايات  مجنون ليلى، ومصرع كليوبترا، وعنترة، وكلها للشاعر أحمد شوقي، كما أنه كان يؤلف فصولاً كثيرة ليخرجها على مسرح ملجأ الأيتام من قبل الأطفال أثناء الحفلات المدرسية.

كان ينظم الشعر في المناسبات الخاصة، وقد ضاع شعره ولم يبقَ منه إلا شيء يسير، لأنه ما كان يحاول جمعه في ديوان. «كان شاعراً رقيقاً، لكنه كان مقلاً وضاعت معظم أشعاره، وما تبقى منها يدل على توجهه الوطني والقومي وعلى حضوره الاجتماعي وحسه الإيقاعي». 

## وفاته
في عام 1946 تلقى رسالة من اللجنة التنفيذية لكشاف سوريا تدعوه فيها لحضور مؤتمر مفوضي بدمشق، فركب في صباح يوم الأربعاء 25 سبتمبر 1946 سيارة صديقه المهندس لطفي السعيد ترافقه زوجته وابنته الصغيرة وصديقه محمود جمال الدين وولده جمال، وعند المكان القريب من سهل عدرا القريب من دوما المسمى بقبة العصافير، تدهورت السيارة براكبيها، وقتل فيها عبد الرحيم الغزي وزوجته وصديقه محمود جمال الدين، وحمل نعشه إلى حماة في اليوم الثاني الخميس 26 سبتمبر 1946/ 1 ذي القعدة 1365 و دُفِن فيها. 

## مؤلفاته
من مسرحياته:
- ثورة قريش
- طارق بن زياد
- عمـرو بن العاص في فتح مصر
- الرشيد والبرامكة